# Zhou Qian
Zhou Qian (kinesiska: 周倩; pinyin: Zhōu Qiàn), född 11 mars 1989, är en kinesisk brottare som tävlar i fristil.

## Karriär
Zhou tävlade för Kina vid olympiska sommarspelen 2020 i Tokyo, där hon tog brons i 76 kg-klassen.